# Конрад I фон Дахау
Конрад I фон Дахау, също фон Шайерн-Дахау (на немски: Konrad I von Dachau, Scheyern-Dachau, † сл. 5 ноември 1130) е най-възрастният син на граф Арнолд I фон Шайерн (Дахау). Майка му е Беатрис фон Райперсберг.
Краят на дните си намира като монах във вече превърнатия в манастир замък Шайерн.

## Фамилия
Конрад I се жени за Вилибирг фон Крайна-Орламюнде († 11 януари), дъщеря на маркграф Улрих фон Крайна-Орламюнде. Те имат две деца:
- Конрад II фон Дахау († 8 февруари 1159), по-късно херцог на Мерания
- Арнолд III фон Дахау (* ок. 1122, † сл. 1 ноември 1185)